# Lucie Chainel-Lefèvre
Lucienne Chainel-Lefèvre (ur. 2 lipca 1983) – francuska kolarka przełajowa i górska, brązowa medalistka przełajowych mistrzostw świata.

## Kariera
Największy sukces w karierze Lucie Chainel-Lefèvre osiągnęła w 2013 roku, kiedy zdobyła brązowy medal w kategorii elite podczas przełajowych mistrzostw świata w Louisville. W zawodach tych wyprzedziły ją jedynie Holenderka Marianne Vos oraz Amerykanka Katherine Compton. Była także dziesiąta na mistrzostwach świata w Koksijde w 2012 roku oraz rozgrywanych dwa lata wcześniej mistrzostwach świata w Taborze. W Pucharze Świata w kolarstwie przełajowym najlepsze wyniki osiągnęła w sezonie 2011/2012, kiedy zajęła czwartą pozycję w klasyfikacji generalnej. Startuje także w kolarstwie górskim, ale bez większych sukcesów.
Jej mężem jest francuski kolarz, Steve Chainel. 